# Ispettorato generale per le situazioni di emergenza
L'Ispettorato generale per le situazioni di emergenza (in rumeno: IGSU, Inspectoratul General pentru Situații de Urgență) è un corpo di sicurezza pubblica ad ordinamento civile della Romania subordinato al Ministero degli affari interni, fondato il 15 dicembre 2004, accorpando la Protezione civile all'Ispettorato generale dei Vigili del fuoco militari.
A livello nazionale, l'IGSU coordina tutte le organizzazioni coinvolte nella gestione dell'emergenza in conformità alle norme internazionali.
A livello locale (contee) il corpo è chiamato Ispettorato per le situazioni d'emergenza (acronimo ISU).